# Harald Brix

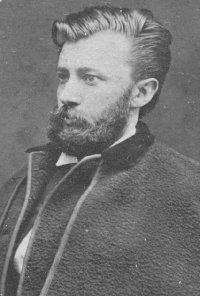
Harald Brix

Harald Frederik Valdemar Brix (* 25. Februar 1841; † 28. Mai 1881 in Kopenhagen) war ein dänischer Sozialist und Publizist.

## Leben
Harald Brix war ein Bauernsohn und machte in Kopenhagen eine Handelslehre. Er arbeitete aber meist als Aushilfe in einem Buchladen. 1863 wurde er Offiziersanwärter, aber wegen Mangels an Begabung wieder entlassen. 1871 ging er mit einem eigenen Musikalienladen pleite.
Ab dem 21. Juli 1871 war Brix dann zusammen mit seinem Cousin Louis Pio Herausgeber der Wochenzeitung Socialisten („Der Sozialist“). Brix soll keine besondere Kenntnis vom Sozialismus gehabt haben und seinem Cousin blind gefolgt sein. Zusammen mit Pio und Paul Geleff gründete er im Herbst 1871 die sozialdemokratische Partei Dänemarks als Sektion der 1. Internationalen und war damit einer der Väter der Arbeiterbewegung in Dänemark.
1872 wurde er drei Wochen nach der „Slaget på Fælleden“, einem gewalttätigen Zusammenstoß von streikenden Arbeitern und der Staatsmacht, zu drei Jahren Gefängnis verurteilt. Ihm wurde vorgeworfen, zusammen mit Pio und Geleff zu einem Umsturz aufgerufen zu haben.
Nach seiner Freilassung 1875 gab er die satirische Zeitschrift Ravnen („der Rabe“) heraus. 1877 brachte ihm ein Artikel in dem Ravnen vier Jahre Besserungsanstalt, 21 Monate Gefängnis und 1.500 Kronen Strafe wegen Majestätsbeleidigung, Gotteslästerung und Aufruf zur Revolution ein.
1880 wurde er entlassen und begann mit der Herausgabe der Tageszeitung Herolden vom 12. Februar bis 20. September und vom 25. Dezember bis 19. März 1882. Die sieben Jahre und drei Monate Gefängnis schwächten Brix’ Gesundheit erheblich, sodass er 1881 nur vierzigjährig verstarb.